# Angelo Giori
Angelo Giori (ur. 11 maja 1586 w Capodacqui, zm. 8 sierpnia 1662 w Rzymie) – włoski kardynał.

## Życiorys
Urodził się 11 maja 1586 roku w Capodacqui, jako syn Giovanniego Francesca Gioriego i Polidory Polini. Studiował w Rzymie, gdzie uzyskał doktorat utroque iure, a następnie został szambelanem papieskim i sekretarzem ds. Memoriałów. 13 lipca 1643 roku przyjął święcenia kapłańskie. Tego samego dnia został kreowany kardynałem prezbiterem i otrzymał kościół tytularny Santi Quirico e Giulitta. Zmarł 8 sierpnia 1662 roku w Rzymie.